# Grilletta
Grilletta je východoněmecká varianta hamburgeru.
K přípravě se používá oválná nebo kulatá houska, která má však na rozdíl od hamburgerové křupavou kůrku. Houska se rozkrojí a poloviny se zahřejí. Následně se do nich vloží vepřový karbanátek a přidá se kečup nebo čatní.
Grilletta byla stejně jako párek v rohlíku objevena pracovníky sítě restaurací HO Gaststättenbetrieb Fernsehturm v Berlíně kolem roku 1977. Pomocí těchto pokrmů mělo být možné obsloužit velké množství lidí na Alexanderplatz, pro něž nestačila kapacita okolních restaurací. Místo kečupu se do grilletty přidávalo i sladkokyselé čatní vyráběné v samoobslužných restauracích v pasážích radnice.